# Frank Gardner
Frank Gardner OAM, född 1 oktober 1930 i Sydney, död den 29 augusti 2009, var en australisk racerförare. 

## Racingkarriär

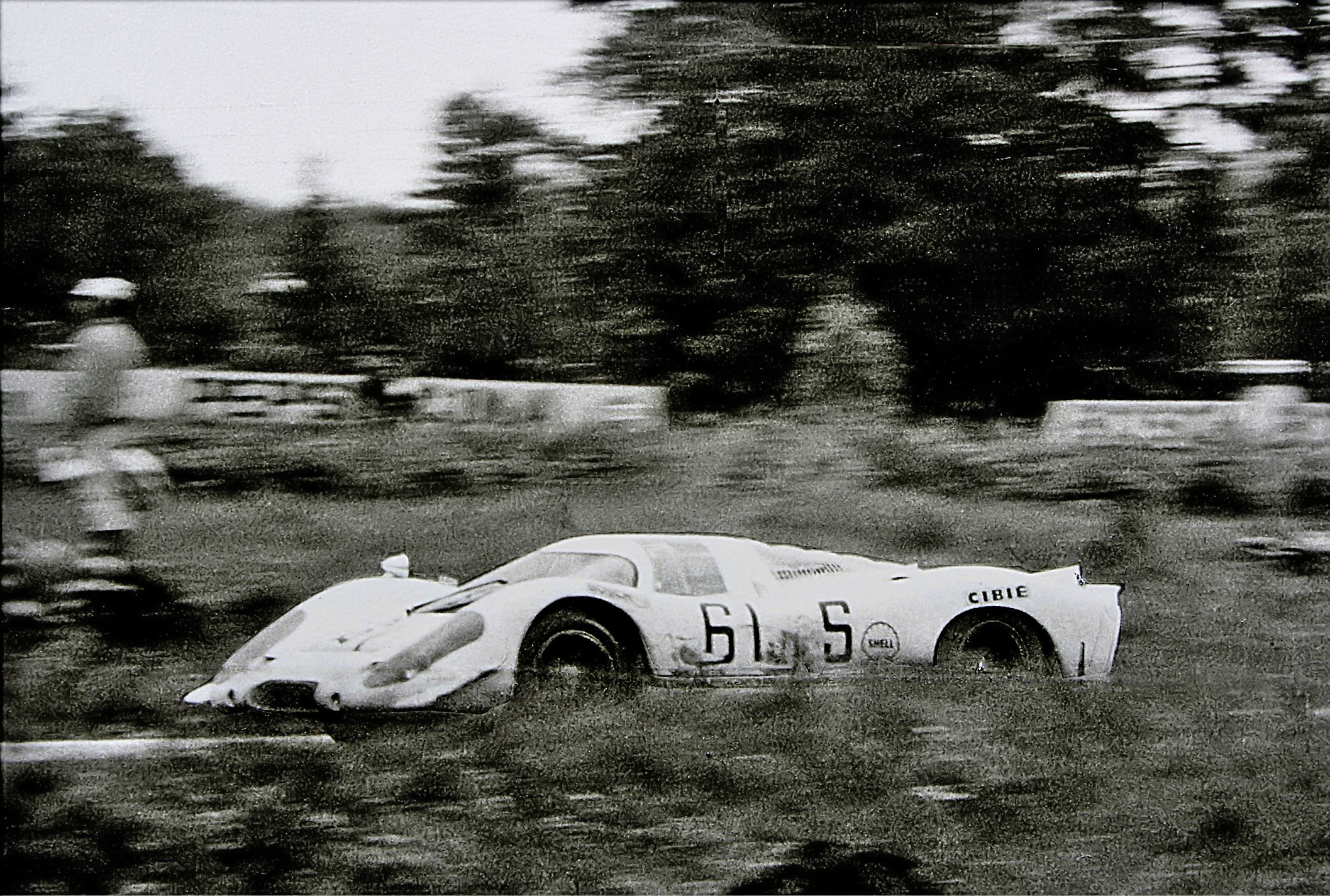
Gardner i en Porsche 917 under Nürburgring 1000 km 1969.

Gardner, som tidigare varit simmare och professionell boxare, började tävla i racing i mitten av 1960-talet. Han körde formel 2 och debuterade i formel 1 säsongen 1964 och fortsatte 1965 för John Willment Automobiles. Gardners bästa resultat blev hans åttondeplats i en Brabham-BRM i Storbritannien 1965. 
Gardner vann det brittiska formel 5000-mästerskapet 1971. Han vann också BTCC 1967, 1968 och 1973.
Gardner avled 2009 efter en lång tids sjukdom, 78 år gammal.

## F1-karriär
| Säsong | Stall/Tillverkare                        | Poäng | Placering |
| ------ | ---------------------------------------- | ----- | --------- |
| 1964   | John Willment Automobiles (Brabham-Ford) | 0     | –         |
| 1965   | John Willment Automobiles (Brabham-BRM)  | 0     | –         |
| 1968   | Bernard White Racing (BRM)               | 0     | –         |